# Heyderia sclerotiorum
Heyderia sclerotiorum är en svampart som först beskrevs av Emil Rostrup, och fick sitt nu gällande namn av Benkert 1983. Heyderia sclerotiorum ingår i släktet Heyderia och familjen Hemiphacidiaceae.   Inga underarter finns listade i Catalogue of Life.